# Hybride oorlogsvoering
Hybride oorlogsvoering of hybride conflictvoering is een concept binnen de militaire strategie. Het beschrijft overkoepelend het geheel van verschillende taktische componenten om de vijand te destabiliseren en te verslaan door een combinatie van conventionele oorlogsvoering, irreguliere oorlogsvoering en niet-militaire acties. De gelijktijdige inzet van niet-militaire methoden kan ertoe dienen een openlijk conflict of een vergelding geheel of gedeeltelijk te vermijden.

## Concept
De krijgskunde heeft zich, naast de klassieke oorlog op het slagveld, altijd bezig gehouden met onberekenbare acties en asymmetrie in de oorlogsvoering. Reeds in de 4e eeuw voor Christus beschreef de Chinese strateeg Sun Tzu een vorm van asymmetrische oorlog, en besprak het gebruik van spionnen om bepaalde doelen te bereiken.
In de 21ste eeuw werd door meerdere militaire theoretici vastgesteld dat de oorlogsvoering toenemend complex werd door irregulaire methoden, guerillatechnieken en de opkomst van cyberaanvallen. De complexiteit en onduidelijkheid van de moderne oorlogsrealiteit wordt door meerdere asymmetrieën bepaald:
- verschillende oorlogsdoelstellingen
- onduidelijkheid m.b.t. begin en einde van conflicten
- onduidelijkheid m.b.t. de deelnemers van conflicten
- snelle technische ontwikkelingen door gebruik van nieuwe wapens en taktieken

Het begrip hybride oorlogsvoering werd door Dr. Frank Hoffmann van het Amerikaanse Foreign Policy Research Insitute gebezigd om deze compexiteit te beschrijven. Sedertdien is het begrip algemeen gebruikelijk geworden, bijvoorbeeld in strategische documenten van de NAVO en de Europese Unie. Voor de "hybride oorlogsvoering" werden uiteenlopende definities opgesteld. Volgens sommigen is het een modewoord, en kan het concept beter begrepen worden in het kader van de militaire strategie.

### Semantische verwarring
Hoewel het begrip hybride oorlogsvoering uitdrukkelijk de combinatie van enerzijds conventionele militaire actie met anderzijds niet-conventionele en niet-militaire methoden betekent, wordt het begrip buiten militaire kringen regelmatig uitsluitend gebruikt voor het tweede deel, zodat men dikwijls formuleringen aantreft zoals "militaire / conventionele en hybride maatregelen / bedreigingen / acties" etc.

## Elementen
In een hybride oorlogsvoering staat de deelnemers naast de conventionele militaire mogelijkheden een divers spectrum aan technieken en methoden ter beschikking:
- onbemande vaartuigen
- cyberoorlogsvoering
- het verspreiden van nepnieuws, desinformatie en propaganda, via de klassieke massamedia en over digitale sociale media
- het voeren van diplomatieke en juridische procedures
- pogingen tot regimeverandering
- verkiezingsinterventie
- sabotage
  - onschadelijk maken van satellieten (voor communicatie, navigatie, spionage)
  - energieinfrastructuur
  - spoorwegen
  - communicatieinfrastructuur

Het gelijktijdige inzetten van meerdere instrumenten heeft als doel de vijand op zijn zwakke punten te treffen en synergistische effecten te bereiken.

## Geschiedenis

### 20e eeuw
Verschillende conflicten tijdens de Koude Oorlog verliepen als hybride confrontaties. De Vietnamoorlog was mede door de betrokkenheid van uiteenlopende partijen een hybride oorlog.

### 21e eeuw
In het Midden-Oosten woedden een reeks hybride conflicten zoals de Israëlisch-Libanese Oorlog (2006), en de machinaties van Islamitische Staat. Sedert de annexatie van de Krim in 2014 wordt hybride oorlogsvoering vanuit NAVO-standpunt vooral toegeschreven aan Rusland.